# Danh sách đảo theo tên (M)
Danh sách dưới đây liệt kê các đảo bắt đầu bằng ký tự M.
Đây là một danh sách chưa hoàn tất, và có thể sẽ không bao giờ thỏa mãn yêu cầu hoàn tất. Bạn có thể đóng góp bằng cách mở rộng nó bằng các thông tin đáng tin cậy.
A - B - C - D - Đ - E - F - G - H - I - J - K - L - M - N - O - P - Q - R - S - T - U - V - W - X - Y - Z

## M
| Tên đảo                       | Quần đảo / Nhóm đảo                                                     | Quốc gia                                   |
| ----------------------------- | ----------------------------------------------------------------------- | ------------------------------------------ |
| Mã Loan                       | Hồng Kông                                                               | Trung Quốc                                 |
| Maadhiguvaru                  | Gaafu Alif Atoll                                                        | Maldives                                   |
| Machias Seal                  | Tranh chấp giữa Maine và New Brunswick                                  | Tranh chấp giữa · Hoa Kỳ và Canada         |
| Mackay                        | North Carolina và Virginia                                              | Hoa Kỳ                                     |
| Mackenzie King                | Queen Elizabeth Islands, Nunavut và Các Lãnh thổ Tây Bắc                | Canada                                     |
| Mackinac                      | Lake Huron, Michigan                                                    | Hoa Kỳ                                     |
| Maclellan                     | Tennessee River, Tennessee                                              | Hoa Kỳ                                     |
| Macquarie                     | Southern Ocean, Tasmania                                                | Úc                                         |
| Madagascar                    | Ấn Độ Dương                                                             | Madagascar                                 |
| La Maddalena                  | Sardegna                                                                | Ý                                          |
| Iles des Madeleines           |                                                                         | Senegal                                    |
| Madeline                      | Lake Superior, Wisconsin                                                | Hoa Kỳ                                     |
| Madeira                       | Madeira                                                                 | Bồ Đào Nha                                 |
| Madrid Bar                    | Sông Mississippi, Kentucky                                              | Hoa Kỳ                                     |
| Madura                        | East Java                                                               | Indonesia                                  |
| Maewo                         | Thái Bình Dương                                                         | Vanuatu                                    |
| Mafia                         | Tanzanian Spice Islands                                                 | Tanzania                                   |
| Isla Magdalena                | Baja California Sur                                                     | México                                     |
| Magerøya                      | Nordkapp, Finnmark                                                      | Na Uy                                      |
| Mageshima                     | Osumi Islands part of the Satsunan Islands group of the Ryukyu Islands  | Nhật Bản                                   |
| Magusaiai                     | Shortland Islands                                                       | Quần đảo Solomon                           |
| Maiao                         | Windward Islands, Society Islands, Polynésie thuộc Pháp                 | Lãnh thổ hải ngoại của Pháp                |
| Mainau                        | Lake Constance                                                          | Đức                                        |
| Mainland                      | Quần đảo Shetland                                                       | Scotland                                   |
| Main Station                  | Lake Huron, Ontario                                                     | Canada                                     |
| Mallorca                      | Quần đảo Baleares                                                       | Tây Ban Nha                                |
| Majuli                        | Brahmaputra River, Assam                                                | Ấn Độ                                      |
| Majuro                        | Ratak Chain                                                             | Quần đảo Marshall                          |
| Makada                        | Duke of York Islands                                                    | Papua New Guinea                           |
| Makanrushi                    | Kuril Islands, Sakhalin Oblast                                          | Nga                                        |
| Makatea                       | Tuamotus, Polynésie thuộc Pháp                                          | Pháp                                       |
| Makema                        | Tuamotus, Polynésie thuộc Pháp                                          | Pháp                                       |
| Makura                        | Shepherd Islands                                                        | Vanuatu                                    |
| Malakula                      | New Hebrides                                                            | Vanuatu                                    |
| Malcolm                       | British Columbia                                                        | Canada                                     |
| Malden                        | Line Islands                                                            | Kiribati                                   |
| Mal Grad                      | Lake Prespa                                                             | Albania                                    |
| Mallard                       | Lake Audubon, North Dakota                                              | Hoa Kỳ                                     |
| Malo                          | Thái Bình Dương                                                         | Vanuatu                                    |
| Maloelap Atoll                | Ratak Chain                                                             | Quần đảo Marshall                          |
| Malpelo                       |                                                                         | Colombia                                   |
| Malta                         | Maltese islands                                                         | Malta                                      |
| Makronisos                    |                                                                         | Hy Lạp                                     |
| Mamula                        | Adriatic Sea                                                            | Montenegro                                 |
| Man                           | Ontario                                                                 | Canada                                     |
| Mana                          | Porirua Harbour                                                         | New Zealand                                |
| Manda                         | Lamu Archipelago                                                        | Kenya                                      |
| Mandø                         | North Frisian Islands                                                   | Đức                                        |
| Mangaia                       | Quần đảo Cook                                                           | Quần đảo Cook                              |
| Manhattan                     | New York                                                                | Hoa Kỳ                                     |
| Manihi                        | King George Islands, Tuamotus, Polynésie thuộc Pháp                     | Pháp                                       |
| Manihiki                      | Quần đảo Cook                                                           | Quần đảo Cook                              |
| Manilaid                      | Vịnh Riga                                                               | Estonia                                    |
| Manitou                       | Lake Superior, Michigan                                                 | Hoa Kỳ                                     |
| Manitou                       | Apostle Islands, Wisconsin                                              | Hoa Kỳ                                     |
| Manitoulin                    | Lake Huron, Ontario                                                     | Canada                                     |
| Manoel                        | Maltese islands                                                         | Malta                                      |
| Mansel                        | Nunavut                                                                 | Canada                                     |
| Manuae                        | Quần đảo Cook                                                           | Quần đảo Cook                              |
| Manuae                        | Leeward Islands, Society Islands, Polynésie thuộc Pháp                  | Polynésie thuộc Pháp                       |
| Manus                         | Admiralty Islands                                                       | Papua New Guinea                           |
| Maple                         | Sông Mississippi, Missouri                                              | Hoa Kỳ                                     |
| Ilha de Marajó                |                                                                         | Brasil                                     |
| Marawah, United Arab Emirates | Vịnh Ba Tư                                                              | United Arab Emirates                       |
| Mare                          | California                                                              | Hoa Kỳ                                     |
| Marechal                      | Beira Baixa islands                                                     | Bồ Đào Nha                                 |
| Marettimo                     | Aegadian Islands                                                        | Ý                                          |
| Isla Margarita                | Nueva Esparta                                                           | Venezuela                                  |
| Margitsziget                  | Sông Donau                                                              | Hungary                                    |
| Maria                         | Tasmania                                                                | Úc                                         |
| Maria Cleofas                 | Islas Marías, Nayarit                                                   | México                                     |
| Maria Madre                   | Islas Marías, Nayarit                                                   | México                                     |
| Maria Magdalena               | Islas Marías, Nayarit                                                   | México                                     |
| Marie-Galante                 | Guadeloupe, Tiểu Antilles                                               | Pháp                                       |
| Marinduque                    | Luzon                                                                   | Philippines                                |
| Marinha Nova                  | Beira Litoral islands                                                   | Bồ Đào Nha                                 |
| Mark                          | Lake Winnipesaukee, New Hampshire                                       | Hoa Kỳ                                     |
| Marmara                       | Marmara Islands                                                         | Thổ Nhĩ Kỳ                                 |
| Marrowstone                   | Puget Sound, Washington                                                 | Hoa Kỳ                                     |
| Marsh                         | Louisiana                                                               | Hoa Kỳ                                     |
| Marshall                      | Maine                                                                   | Hoa Kỳ                                     |
| Martha's Vineyard             | Massachusetts                                                           | Hoa Kỳ                                     |
| Martin                        | Louisiana                                                               | Hoa Kỳ                                     |
| Ilhas Martin Vaz              | Đại Tây Dương                                                           | Brasil                                     |
| Martinhal                     | Algarve islands                                                         | Bồ Đào Nha                                 |
| Martuska-sziget               | Sông Donau                                                              | Hungary                                    |
| Maskali                       |                                                                         | Djibouti                                   |
| Masnedø                       |                                                                         | Đan Mạch                                   |
| Mason                         | Sông Mississippi, Missouri                                              | Hoa Kỳ                                     |
| Mason's                       | Mystic River, Connecticut                                               | Hoa Kỳ                                     |
| Massey                        | Queen Elizabeth Islands, Nunavut                                        | Canada                                     |
| Matadouce                     | Beira Litoral islands                                                   | Bồ Đào Nha                                 |
| Matagorda                     | Texas                                                                   | Hoa Kỳ                                     |
| Mataiva                       | Palliser Islands, Tuamotus, Polynésie thuộc Pháp                        | Pháp                                       |
| Matakana                      | Bay of Plenty                                                           | New Zealand                                |
| Mataso                        | Shepherd Islands                                                        | Vanuatu                                    |
| Mathraki                      | Ionian Islands                                                          | Hy Lạp                                     |
| Matia                         | San Juan Islands, Washington                                            | Hoa Kỳ                                     |
| Matinicus                     | Maine                                                                   | Hoa Kỳ                                     |
| Matiu                         | Wellington Harbour                                                      | New Zealand                                |
| Maatsukyer                    | Maatsuyker Island Group, Tasmania                                       | Úc                                         |
| Matsu                         | Lienchang County                                                        | Trung Hoa Dân Quốc                         |
| Matty                         | Nunavut                                                                 | Canada                                     |
| Matua                         | Kuril Islands, Sakhalin Oblast                                          | Nga                                        |
| Matureivavao                  | Acteon Group, Tuamotus, Polynésie thuộc Pháp                            | Pháp                                       |
| Maupiti                       | Windward Islands, Society Islands, Polynésie thuộc Pháp                 | Lãnh thổ hải ngoại của Pháp                |
| Maud                          | Marlborough Sounds                                                      | New Zealand                                |
| Maui                          | Hawaiian Islands, Hawaii                                                | Hoa Kỳ                                     |
| Mauke                         | Quần đảo Cook                                                           | Quần đảo Cook                              |
| Mauritius                     | Mascarene Islands                                                       | Mauritius                                  |
| Maurice Island                |                                                                         | Latvia                                     |
| Maury                         | Puget Sound, Washington                                                 | Hoa Kỳ                                     |
| Maxwell                       | Georgian Bay Ontario                                                    | Canada                                     |
| Mayne                         | Quần đảo Gulf, British Columbia                                         | Canada                                     |
| Mayor                         | Bay of Plenty                                                           | New Zealand                                |
| Mayotte                       | Comoros                                                                 | Pháp                                       |
| Mazaki                        |                                                                         | Síp                                        |
| McCallum                      | Lake Huron, Ontario                                                     | Canada                                     |
| McCauley                      | British Columbia                                                        | Canada                                     |
| McCormicks                    | Susquehanna River, Pennsylvania                                         | Hoa Kỳ                                     |
| McCoy                         | Georgian Bay Ontario                                                    | Canada                                     |
| McCoy                         | Sông Mississippi, Illinois                                              | Hoa Kỳ                                     |
| Mcevers                       | Illinois River, Illinois                                                | Hoa Kỳ                                     |
| McLaren                       | Georgian Bay Ontario                                                    | Canada                                     |
| McNeil                        | Puget Sound, Washington                                                 | Hoa Kỳ                                     |
| McQuade                       | Georgian Bay Ontario                                                    | Canada                                     |
| McQueens                      | Georgia                                                                 | Hoa Kỳ                                     |
| Isle of Meadows               | New York                                                                | Hoa Kỳ                                     |
| Medny                         | Komandorski Islands, Alaska                                             | Owned by the Hoa Kỳ, controlled by Nga     |
| Meganisi                      | Ionian Islands                                                          | Hy Lạp                                     |
| Mehetia                       | Windward Islands, Society Islands, Polynésie thuộc Pháp                 | Lãnh thổ hải ngoại của Pháp                |
| Meighen                       | Queen Elizabeth Islands, Nunavut                                        | Canada                                     |
| Mejit                         | Ratak chain                                                             | Quần đảo Marshall                          |
| Melbourne                     | Nunavut                                                                 | Canada                                     |
| Mele                          | Melanesia                                                               | Vanuatu                                    |
| Mellum                        | East Frisian Islands                                                    | Đức                                        |
| Melville                      | Queen Elizabeth Islands, Nunavut và Các Lãnh thổ Tây Bắc                | Canada                                     |
| Melvin                        | Lake Winnipesaukee, New Hampshire                                       | Hoa Kỳ                                     |
| Memmert                       | East Frisian Islands                                                    | Đức                                        |
| Mendicant                     | Barataria Bay, Louisiana                                                | Hoa Kỳ                                     |
| Merasheen                     | Newfoundland và Labrador                                                | Canada                                     |
| Mercer                        | Lake Washington, Washington                                             | Hoa Kỳ                                     |
| Mercury                       |                                                                         | New Zealand                                |
| Merelava                      | Banks Islands                                                           | Vanuatu                                    |
| Merig                         | Banks Islands                                                           | Vanuatu                                    |
| Metinic                       | Maine                                                                   | Hoa Kỳ                                     |
| Metoma                        | Torres Islands                                                          | Vanuatu                                    |
| Michigan                      | Lake Superior, Wisconsin                                                | Hoa Kỳ                                     |
| Michipicoten                  | Lake Superior, Ontario                                                  | Canada                                     |
| Middle Andaman                | Andaman Islands                                                         | Ấn Độ                                      |
| Middle Bass                   | Bass Islands, Ohio                                                      | Hoa Kỳ                                     |
| Middle Brewster               | Boston Harbor, Massachusetts                                            | Hoa Kỳ                                     |
| Middle Duck                   | Lake Huron, Ontario                                                     | Canada                                     |
| Middle Ground                 | Sông Mississippi, Mississippi                                           | Hoa Kỳ                                     |
| Middle Ground Coastal Battery | Maharashtra                                                             | Ấn Độ                                      |
| Middle                        | Lake Erie, Ontario                                                      | Canada                                     |
| Middle                        | Ohio River, West Virginia                                               | Hoa Kỳ                                     |
| Middle                        | Nightingale Islands, Tristan da Cunha                                   | British overseas territory of Saint Helena |
| Midgarth                      | Orkney Islands                                                          | Scotland                                   |
| Mikurajima                    | Izu Islands                                                             | Nhật Bản                                   |
| Mile                          | Lake Winnipesaukee, New Hampshire                                       | Hoa Kỳ                                     |
| Mili Atoll                    | Ratak Chain                                                             | Quần đảo Marshall                          |
| Mill                          | Nunavut                                                                 | Canada                                     |
| Mill Creek                    | Ohio River, West Virginia                                               | Hoa Kỳ                                     |
| Mill Rock                     | New York                                                                | Hoa Kỳ                                     |
| Milos                         | Cyclades                                                                | Hy Lạp                                     |
| Mimami daitō                  | Daitō Islands part of the Ryukyu Islands                                | Nhật Bản                                   |
| Minami Kojima                 | Quần đảo Senkaku                                                        | Disputed by Nhật Bản và Trung Quốc         |
| Mindanao                      | Mindanao group                                                          | Philippines                                |
| Minicoy                       | Lakshadweep                                                             | Ấn Độ                                      |
| Minister                      | Lake Winnipesaukee, New Hampshire                                       | Hoa Kỳ                                     |
| Mink                          | Georgian Bay Ontario                                                    | Canada                                     |
| Mink                          | Lake Winnipesaukee, New Hampshire                                       | Hoa Kỳ                                     |
| Minna                         | Miyako Islands part of the Sakishima Islands part of the Ryukyu Islands | Nhật Bản                                   |
| Minnicognashene               | Georgian Bay Ontario                                                    | Canada                                     |
| Menorca                       | Quần đảo Baleares                                                       | Tây Ban Nha                                |
| Minquiers                     | Quần đảo Eo Biển                                                        | Jersey                                     |
| Minu                          | Vịnh Ba Tư                                                              | Iran                                       |
| Mioko                         | Duke of York Islands                                                    | Papua New Guinea                           |
| Miserable                     | Rice Lake, Illinois                                                     | Hoa Kỳ                                     |
| Mishka                        | Sông Donau                                                              | Bulgaria                                   |
| Miskan                        | Vịnh Ba Tư                                                              | Kuwait                                     |
| Misool                        | Raja Ampat Islands                                                      | Indonesia                                  |
| Mistaken                      | Lake Abitibi, Ontario                                                   | Canada                                     |
| Mitchell                      | Louisiana                                                               | Hoa Kỳ                                     |
| Mitchell Key                  | Louisiana                                                               | Hoa Kỳ                                     |
| Mitiaro                       | Quần đảo Cook                                                           | Quần đảo Cook                              |
| Mitkof                        | Alexander Archipelago, Alaska                                           | Hoa Kỳ                                     |
| Mitraha                       | Lake Tana                                                               | Ethiopia                                   |
| Miyakejima                    | Izu Islands                                                             | Nhật Bản                                   |
| Miyakojima                    | Miyako Islands part of the Sakishima Islands part of the Ryukyu Islands | Nhật Bản                                   |
| Mjältön                       | High Coast                                                              | Thụy Điển                                  |
| Mljet                         | Adriatic Sea                                                            | Croatia                                    |
| Mo-do-Meio                    | Beira Litoral islands                                                   | Bồ Đào Nha                                 |
| Mohácsi-sziget                | Sông Donau                                                              | Hungary                                    |
| Mohawk                        | Lake Erie, Ontario                                                      | Canada                                     |
| Mohéli                        | Comoros                                                                 | Comoros                                    |
| Mohni                         | Vịnh Phần Lan                                                           | Estonia                                    |
| Moho Tani                     | Marquesas Islands                                                       | Polynésie thuộc Pháp                       |
| Île-aux-Moines                | Vịnh Morbihan                                                           | Pháp                                       |
| Moínho                        | Alentejo islands                                                        | Bồ Đào Nha                                 |
| Mokoia                        | Lake Rotorua                                                            | New Zealand                                |
| Molara                        |                                                                         | Ý                                          |
| Molène                        | Archipel de Molène                                                      | Pháp                                       |
| Molokai                       | Hawaii                                                                  | Hoa Kỳ                                     |
| Møn                           |                                                                         | Đan Mạch                                   |
| Moneron                       | Strait of Tartary, Sakhalin Oblast                                      | Nga                                        |
| Monhegan                      | Maine                                                                   | Hoa Kỳ                                     |
| Monkey                        | Louisiana                                                               | Hoa Kỳ                                     |
| Monocanock                    | Susquehanna River, Pennsylvania                                         | Hoa Kỳ                                     |
| Monomoy                       | Massachusetts                                                           | Hoa Kỳ                                     |
| Mont Saint-Michel             | Normandy                                                                | Pháp                                       |
| Monte Branco                  | Alentejo islands                                                        | Bồ Đào Nha                                 |
| Monte Farinha                 | Beira Litoral islands                                                   | Bồ Đào Nha                                 |
| Montecristo                   | Tuscan Archipelago                                                      | Ý                                          |
| Montserrat                    | Leeward Islands of the Tiểu Antilles                                    | Overseas territory of the Vương quốc Anh   |
| Monument                      | Shepherd Islands                                                        | Vanuatu                                    |
| Moodie                        | Nunavut                                                                 | Canada                                     |
| Moon                          | Georgian Bay Ontario                                                    | Canada                                     |
| Moorea                        | Windward Islands, Society Islands, Polynésie thuộc Pháp                 | Lãnh thổ hải ngoại của Pháp                |
| Mopelia                       | Windward Islands, Society Islands, Polynésie thuộc Pháp                 | Lãnh thổ hải ngoại của Pháp                |
| Moresby                       | Queen Charlotte Islands, British Columbia                               | Canada                                     |
| Morfil                        | River Senegal                                                           | Senegal                                    |
| Morgan                        | Louisiana                                                               | Hoa Kỳ                                     |
| Morraceira                    | Beira Litoral islands                                                   | Bồ Đào Nha                                 |
| Morris                        | Charleston Harbor, South Carolina                                       | Hoa Kỳ                                     |
| Mors                          | Limfjorden                                                              | Đan Mạch                                   |
| Mortland                      | Illinois River, Illinois                                                | Hoa Kỳ                                     |
| Moruroa                       | Tuamotus, Polynésie thuộc Pháp                                          | Pháp                                       |
| Moscos Islands                | Tanintharyi Region                                                      | Burma                                      |
| Mosenthein                    | Sông Mississippi, Illinois                                              | Hoa Kỳ                                     |
| Moser                         | Sông Mississippi, Missouri                                              | Hoa Kỳ                                     |
| Moskenesøya                   | Lofoten                                                                 | Na Uy                                      |
| Moso                          | Shepherd Islands                                                        | Vanuatu                                    |
| Mosterøy                      | Island Rennesøy municipality, Ryfylke Islands, Rogaland                 | Na Uy                                      |
| Mota                          | Banks Islands                                                           | Vanuatu                                    |
| Mota Lava                     | Banks Islands                                                           | Vanuatu                                    |
| Motiti                        | Bay of Plenty                                                           | New Zealand                                |
| Motu One                      | Windward Islands, Society Islands, Polynésie thuộc Pháp                 | Lãnh thổ hải ngoại của Pháp                |
| Motuihe                       | Hauraki Gulf                                                            | New Zealand                                |
| Motukaramarama                | Motukawao Islands, Hauraki Gulf                                         | New Zealand                                |
| Moturata                      | Mouth of the Taieri River                                               | New Zealand                                |
| Moturua                       | Motukawao Islands, Hauraki Gulf                                         | New Zealand                                |
| Motutapu                      | Hauraki Gulf                                                            | New Zealand                                |
| Motuwi                        | Motukawao Islands, Hauraki Gulf                                         | New Zealand                                |
| Moucha                        |                                                                         | Djibouti                                   |
| Moul of Eswick                | Quần đảo Shetland                                                       | Scotland                                   |
| Mount Ao                      | Chu San                                                                 | Trung Quốc                                 |
| Mount Desert                  | Maine                                                                   | Hoa Kỳ                                     |
| Mount Maji                    | Chu San                                                                 | Trung Quốc                                 |
| Mousa                         | Quần đảo Shetland                                                       | Scotland                                   |
| Mouse                         | Lake Erie, Ohio                                                         | Hoa Kỳ                                     |
| Moutoa                        | Whanganui River                                                         | New Zealand                                |
| Mowat                         | Georgian Bay (Parry Sound), Ontario                                     | Canada                                     |
| Muck                          | Inner Hebrides                                                          | Scotland                                   |
| Muckle Green Holm             | The North Isles, Bản mẫu:Country data Orkney Islands                    | Scotland                                   |
| Muckle Flugga                 | Quần đảo Shetland                                                       | Scotland                                   |
| Muckle Ossa                   | Quần đảo Shetland                                                       | Scotland                                   |
| Muckle Roe                    | Quần đảo Shetland                                                       | Scotland                                   |
| Mud                           | Detroit River, Michigan                                                 | Hoa Kỳ                                     |
| Mud Grass                     | Louisiana                                                               | Hoa Kỳ                                     |
| Mud Island Shoal              | Delaware River, Pennsylvania                                            | Hoa Kỳ                                     |
| Muharraq                      | Vịnh Ba Tư                                                              | Bahrain                                    |
| Muhu                          | West Estonian archipelago; Biển Baltic                                  | Estonia                                    |
| Isla Mujeres                  | Biển Caribe, Quintana Roo                                               | México                                     |
| Mukawwar                      |                                                                         | Sudan                                      |
| Mulberry                      | James River, Virginia                                                   | Hoa Kỳ                                     |
| Mull                          | Inner Hebrides                                                          | Scotland                                   |
| Mumfort                       | York River, Virginia                                                    | Hoa Kỳ                                     |
| Murano                        | Venetian Lagoon, Veneto                                                 | Ý                                          |
| Murphy                        | Allegheny River, Pennsylvania                                           | Hoa Kỳ                                     |
| Murray                        | Torres Strait Islands, Queensland                                       | Úc                                         |
| Murry                         | Thousand Islands, New York                                              | Hoa Kỳ                                     |
| Murter                        | Adriatic Sea                                                            | Croatia                                    |
| Musholm                       | Islands of the Great Belt                                               | Đan Mạch                                   |
| Muskeget                      | Massachusetts                                                           | Hoa Kỳ                                     |
| Muskingum                     | Ohio River, West Virginia                                               | Hoa Kỳ                                     |
| Mussau                        | St. Matthias Islands                                                    | Papua New Guinea                           |
| Mussel Rock                   | California                                                              | Hoa Kỳ                                     |
| Mustang                       | Port Aransas, Texas                                                     | Hoa Kỳ                                     |
| Mustapha                      | Ohio River, West Virginia                                               | Hoa Kỳ                                     |
| Myingun Island                | Rakhine State                                                           | Burma                                      |
| Mykines                       | Quần đảo Faroe                                                          | Đan Mạch                                   |
| Mykonos                       | Cyclades                                                                | Hy Lạp                                     |